# 캐슬바니아: 디 어드벤처
《캐슬바니아: 디 어드벤처》(Castlevania: The Adventure)는 코나미가 제작한 액션 플랫폼 게임이다. 게임보이로 발매된 첫번째 캐슬바니아 게임으로, 1989년 10월 27일 일본서 《드라큘라 전설》(ドラキュラ伝説)이라는 제목으로 먼저 출시됐으며, 같은 해 12월에 북미 및 유럽 지역에도 출시됐다. 오리지널 《캐슬바니아》의 주인공이었던 사이먼 벨몬트의 1세기 이전에 활동했던 조상 크리스토퍼 벨몬트의 모험을 다뤘다.
《캐슬바니아: 디 어드벤처》는 이후 1997년 게임보이 컬러로 발매된 합본집 《코나미 GB 컬렉션》에 포함됐다. 2009년 리메이크 《캐슬바니아: 디 어드벤처 리버스》가 Wii로 발매됐다.

## 평가
| 평가                                       |      |
| ------------------------------------------ | ---- |
| 통합 점수 통합사 점수 게임랭킹스 55% [ 2 ] |      |
| 통합 점수                                  |      |
| 통합사                                     | 점수 |
| 게임랭킹스                                 | 55%  |